# پاتیتالاوا
پاتیتالاوا (به لاتین: Pattitalawa) یک منطقهٔ مسکونی در سری‌لانکا است که در استان مرکزی (سری‌لانکا) واقع شده‌است.